# آدام وست (مرد خانواده)

شهردار آدام وست

شهردار آدام وست (به انگلیسی: Mayor Adam West) یک شخصیت خیالی در مجموعه پویانمایی مرد خانواده می‌باشد. آدام وست به جای این شخصیت صحبت می‌کند و نام خودش نیز برای این کاراکتر انتخاب شده‌است.